# Cloniophorus dorae
Cloniophorus dorae là một loài bọ cánh cứng trong họ Cerambycidae.